# اونزونیلا
اونزونیلا (به اسپانیایی: Onzonilla) یکی از دهستان‌های اسپانیا است که در استان لئون، اسپانیا واقع شده‌است.

## خصوصیات
اونزونیلا ۲۱ کیلومترمربع مساحت و ۱٬۷۶۱ نفر جمعیت دارد.